# Neukamerun

Grensveranderingen van Kameroen
Neukamerun
bij het Verdrag van Fez afgestaan gebied

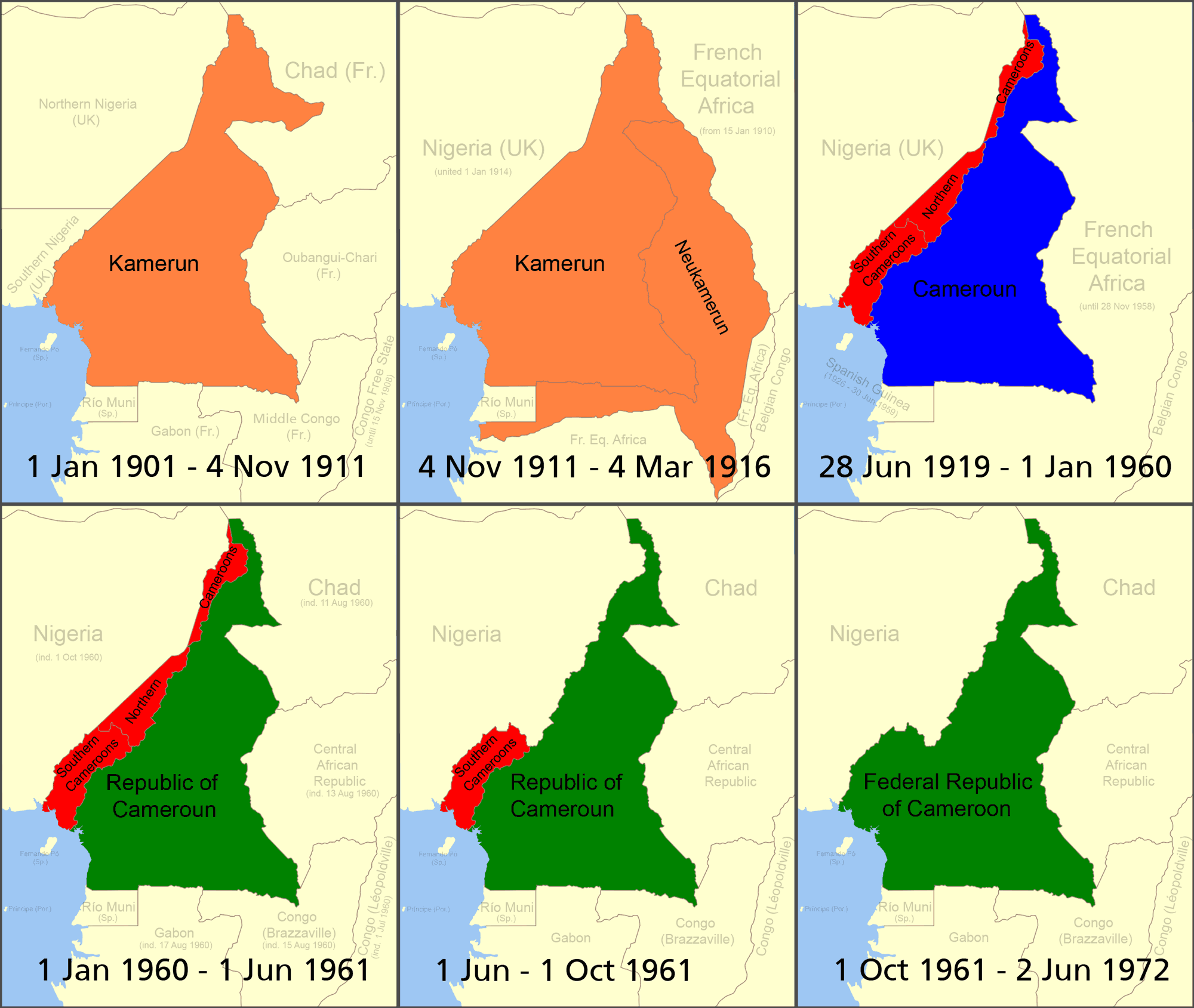
Grensveranderingen van Kameroen tussen 1901 en 1972

Neukamerun (Duits: Nieuw Kameroen) was de naam van gebieden van Frans-Equatoriaal-Afrika die Frankrijk in 1911 afstond aan het Duitse Keizerrijk. De gebieden maakten deel uit van Duits-Kameroen, tot ze in 1916, tijdens de Eerste Wereldoorlog door Frankrijk werden heroverd.

## Geschiedenis
Theodor Seitz, die in 1907 gouverneur werd van Duits-Kameroen, was voor uitbreiding van de kolonie met gebieden van Frans-Equatoriaal-Afrika. De enige grote rivier in de regio was de Kongo, en meer gebied ten oosten van Kameroen zou Duitsland betere toegang tot deze rivier geven.
Frankrijk en Duitsland waren rivalen over het bezit van Marokko. In 1911 brak de Tweede Marokkaanse Crisis uit. Op 9 juli 1911 werden onderhandelingen begonnen, en op 4 november werd uiteindelijk het Verdrag van Fez getekend. Frankrijk stond gebieden in Frans-Equatoriaal-Afrika af aan Duitsland, in ruil voor Duitse erkenning van de Franse invloedssfeer in Marokko en een gebied in Nooroost-Kameroen tussen de rivieren de Logone en de Chari. Duits-Kameroen groeide hierdoor van 465.000 km² naar 760.000 km². Gouverneur van Duits-Kameroen was in deze periode Otto Gleim.
De ruil leverde discussie op in Duitsland, omdat tegenstanders van mening waren dat de nieuwe gebieden weinig kansen boden voor commerciële exploitatie. De Duitse minister van koloniën zou uiteindelijk aftreden vanwege deze zaak.
Tijdens de Eerste Wereldoorlog werden de gebieden door Frankrijk heroverd. Het laatste Duitse fort viel in 1916. Na de oorlog werden de gebieden teruggegeven aan Frankrijk. De rest van Kameroen werd verdeeld tussen Frankrijk en het Verenigd Koninkrijk en bestuurd als de mandaatgebieden Frans-Kameroen en Brits-Kameroen. Het gebied van het toenmalige Neukamerun maakt tegenwoordig deel uit van Tsjaad, de Centraal-Afrikaanse Republiek, Congo-Brazzaville, en Gabon.